# Maysville (Missouri)
Maysville – miasto w Stanach Zjednoczonych, w stanie Missouri, siedziba administracyjna hrabstwa DeKalb.